# Mayo (Côte d'Ivoire)
Pour les articles homonymes, voir Mayo.

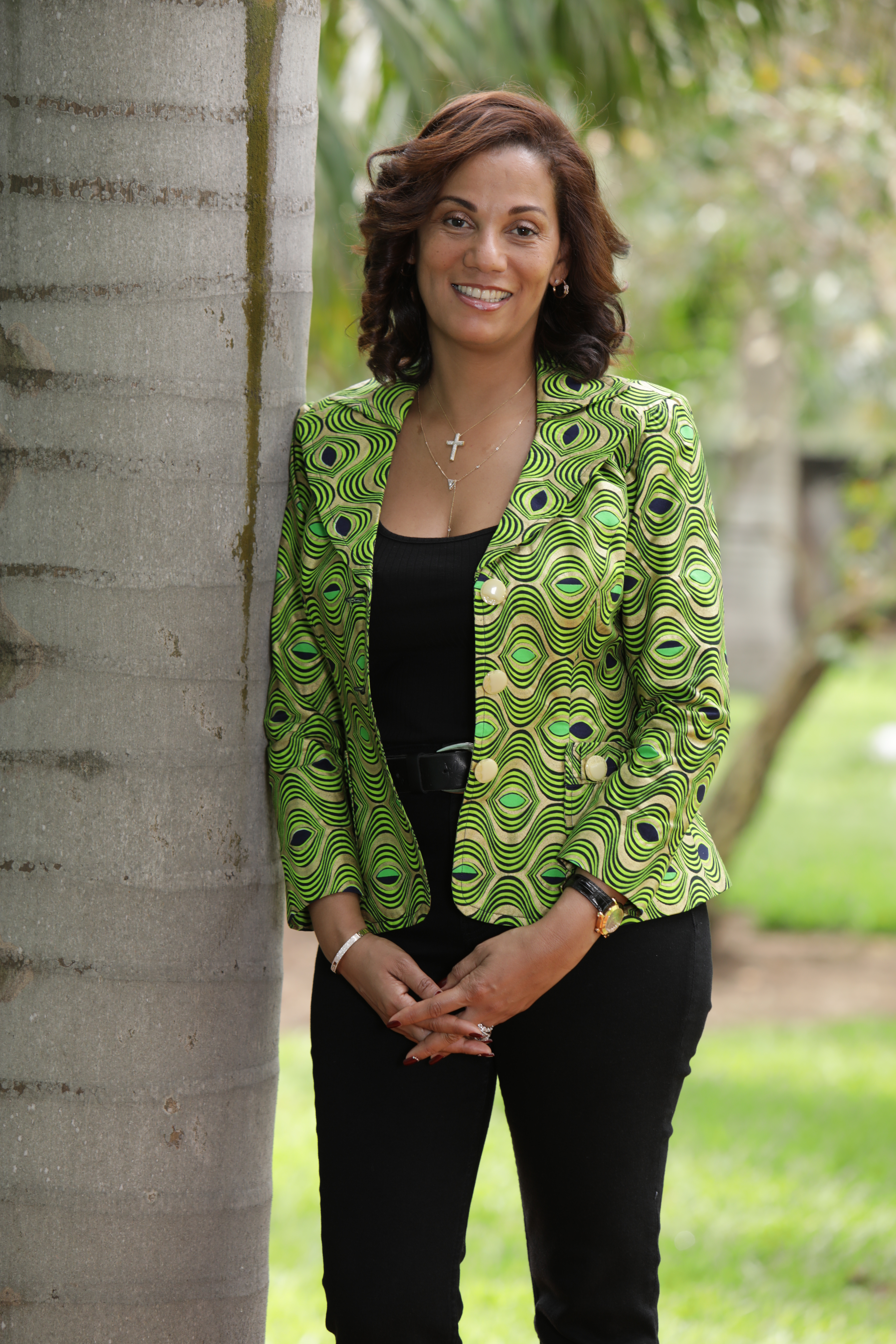
Laure Baflan Donwahi - Maire de Mayo

La commune de Mayo est une localité située au sud-ouest de la Côte d'Ivoire, dans la région de la Nawa à 365 km d’Abidjan, entre les villes de Gagnoa et Soubré. La commune existe depuis 2002. Elle est composée de 4 villages et de 36 campements répartis sur 200 km2.
La localité de Mayo est un chef-lieu de commune.
La maire est Laure Baflan Donwahi depuis 2013.